# Саванета
Саванета (нід. Savaneta) — п'яте за розміром місто на південному сході Аруби, перший адміністративний центр Аруби. Найстаріше поселення на острові, саме в Саванеті оселилися перші голландці після відновлення контролю над Арубою 1816 року. В Саванеті розташований найстаріший будинок (cas de torto) Аруби, побудований із глини на початку XIX століття.

## Історія
В часи володіння Арубою Нідерландами острів довго населяли лише індіанці, які доглядали худобу і рубали дерева на продаж. Вони могли жити відносно вільно, оскільки Голландська Вест-Індійська компанія (ВІК) заборонила будувати поселення неіндіанському населенню. Виняток зробили для солдатів ВІК та їхньої прислуги, які мали невелике поселення в Саванеті від 1816 року, коли Нідерланди повернули контроль над островом (поселення стало відомим як Саванета 1840 року). Звідси островом керував командир Аруби.
До 1850-х років основним промислом, окрім риболовлі, було вирощування кошенілів — маленьких комах, що живуть у кактусах, які використовують для приготування кармінової фарби.

## Пам'ятки
Візитною карткою Саванети є найстаріший будинок (кунуку) Аруби. Також є невеликий пляж Корал Ріф Біч. У Зеєровері розташована станція для зважування рибальського улову, а також рибальський бар. Досить відомим є ресторан Flying Fishbone, розташований на березі моря . Є багато інших закладів харчування (Effe Anders, La Granja, Nelo's Snack & Restaurant та інші), які пропонують місцеву, європейську та суринамську їжу.

## Спорт
У місті розташована база клубу Ла-Фама, який бере участь у чемпіонаті Аруби з футболу.